# Chenella
Chenella es un género de foraminífero bentónico de la subfamilia Ozawainellinae, de la familia Ozawainellidae, de la superfamilia Fusulinoidea, del suborden Fusulinina y del orden Fusulinida. Su especie tipo es Orobias kueichihensis. Su rango cronoestratigráfico abarca el Murgabiense (Pérmico superior).

## Discusión
Clasificaciones más recientes incluyen Chenella en la superfamilia Ozawainelloidea, y en la subclase Fusulinana de la clase Fusulinata.

## Clasificación
Chenella incluye a las siguientes especies:
- Chenella hougouensis †
- Chenella huayingensis †
- Chenella jalaidensis †
- Chenella kueichihensis †
- Chenella lanceolata †
- Chenella minima †
- Chenella nanlingensis †
- Chenella niuxingshanensis †
- Chenella ovata †
- Chenella regularis †
- Chenella rhomboides †
- Chenella tonglingica †